# VH-1: Divas Live/99
Divas Live/99 var en konsert som sändes live från Beacon Theatre i New York den 13 april 1999 via TV-kanalen VH-1. Galans syfte var att samla in pengar till musikutbildningen i USA:s skolor. Konsertens huvudartister var Tina Turner, Cher, Whitney Houston och Brandy vilka var några av dåtidens framgångsrikaste och folkkäraste sångerskor. Medverkar gör även gästartister som Mary J. Blige, Faith Hill, Chaka Khan, Leann Rimes och Elton John.
Galan sågs av över 9,5 miljoner amerikaner vilket gjorde den till det mest sedda programmet i VH-1:s historia. Konserten gavs därefter ut på VHS och DVD i USA samt via Viacom International INC. och Image Entertainment i Spanien, Sverige, Frankrike, Tyskland, Italien, Portugal, Danmark, Nederländerna, Norge och Finland.

## Innehåll

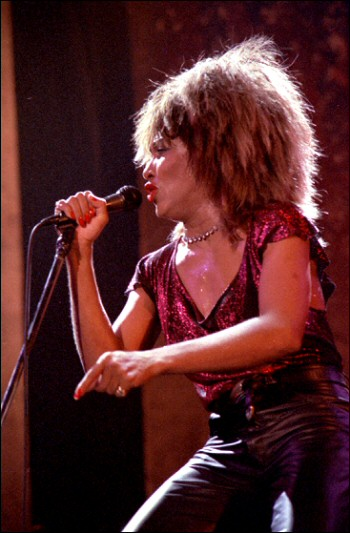
Tina Turner

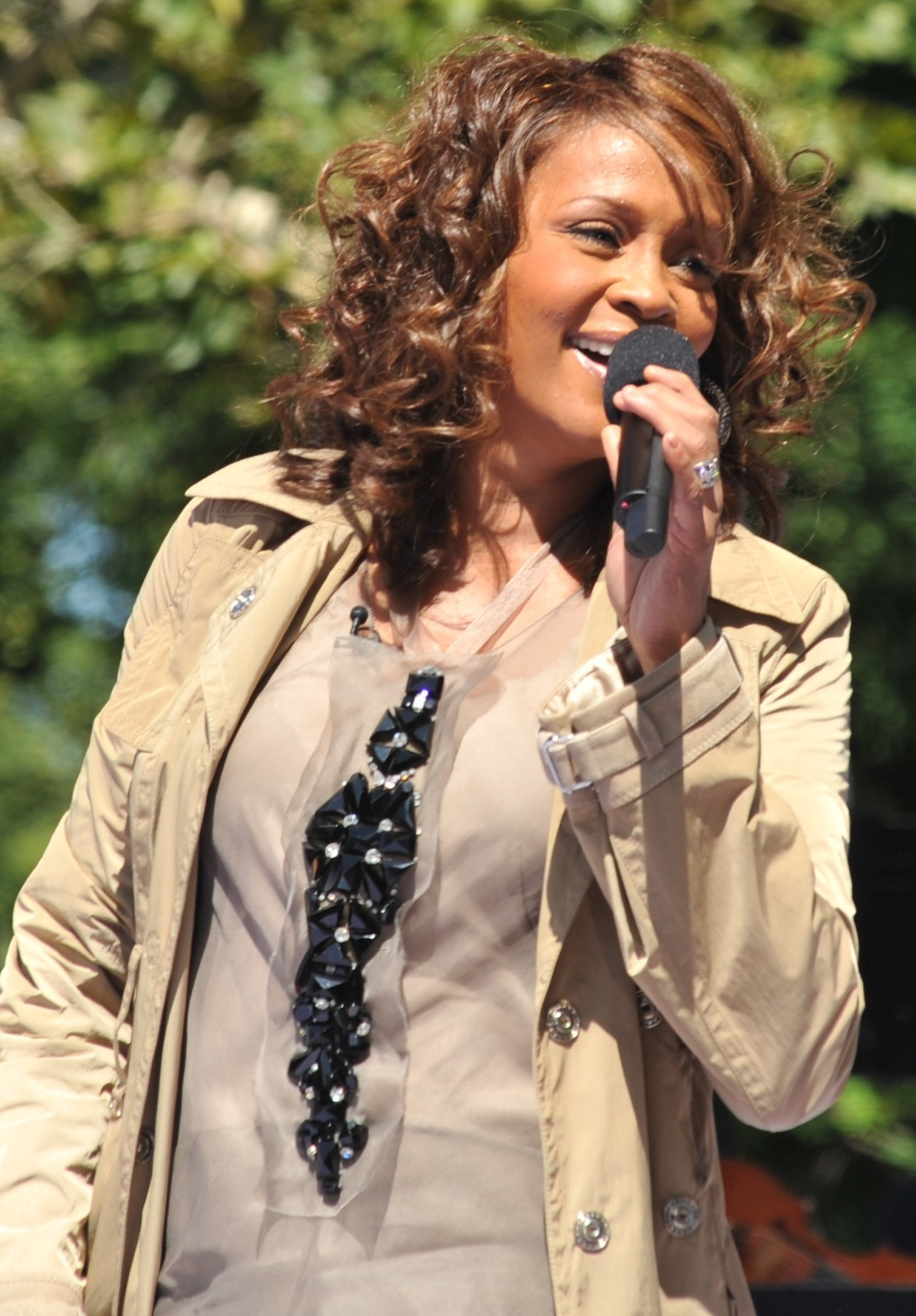
Whitney Houston

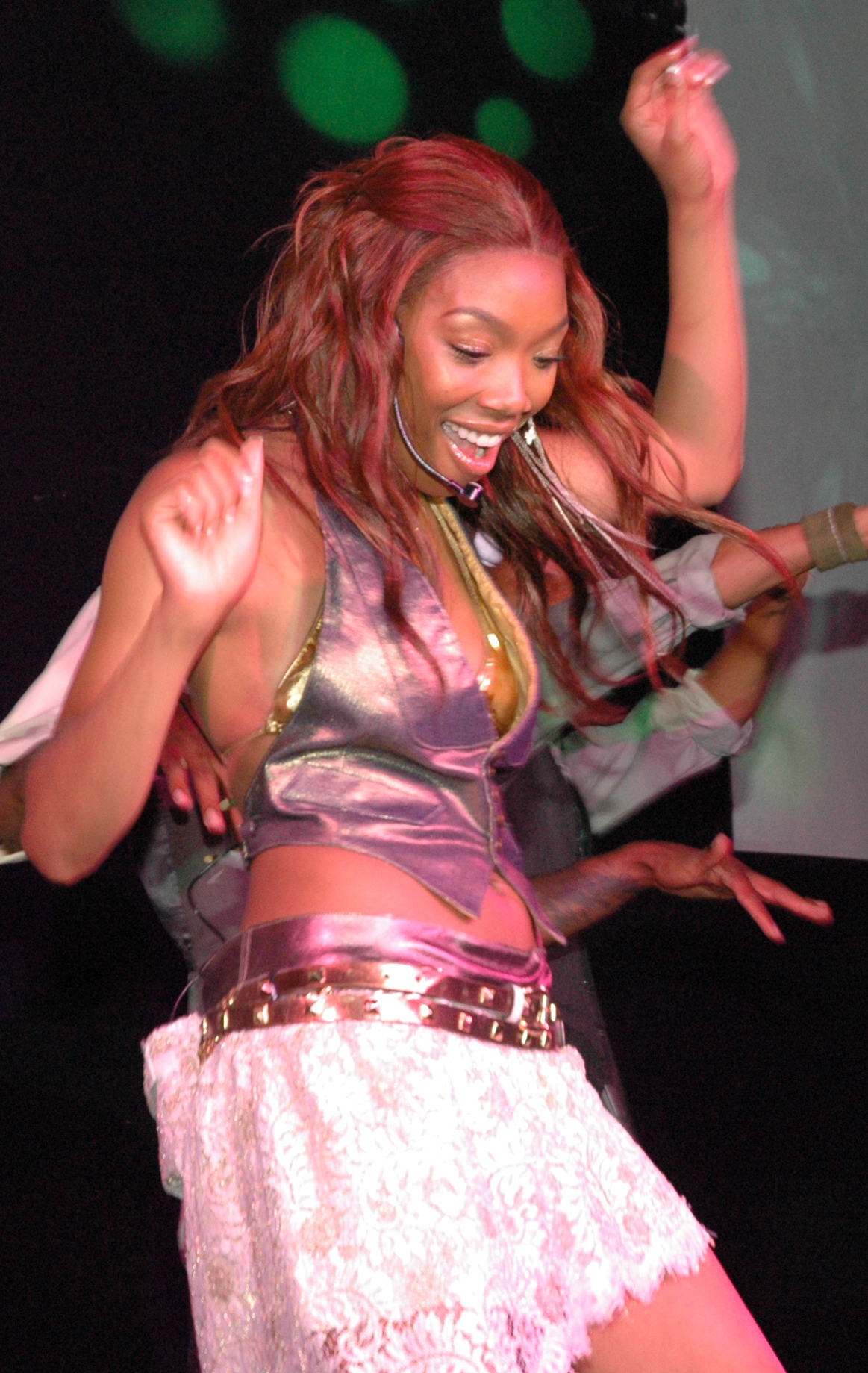
Brandy

Galan öppnades med att visa Tina Turner anlända i en limousine. På sin väg upp på scenen fokuserade kameran på sångerskans karaktäristiska ben. Efter sina diva-liknande entré rycker Turner till sig mikrofonen och framför därefter, med kraftfull röst, sin signaturlåt; "Simply the Best", framträdandet får stående ovationer från publiken. Efter den första reklampausen fortsätter Turner med låten "The Bitch Is Back" tillsammans med Elton John. Nästa låt, "Proud Mary", framför Turner tillsammans med Elton John och Cher. De två kvinnliga sångerskorna går därefter av scenen och John fortsätter ensam med "I'm Still Standing". Fortsättningsvis introducerar han Leann Rimes som en "fantastisk vokalissa". Rimes framför sin hitlåt "How Do I Live". Med publikens jubel bestiger Cher återigen scenen till tonerna av sin rekordbrytande hit "If I Could Turn Back Time". Belysningen tonas därefter ner och tonårssångerskan Brandy kliver in på scenen till musiken av hennes ballad "Have You Ever?". Som kontrast till de tidigare kvinnornas starka röster fyller Brandy Beacon Theatre med sina mjuka och raspiga toner. Därefter sjungs "(Everything I Do) I Do It For You" som duett med Faith Hill. Hill fortsätter sedan med sin låt "This Kiss".
Galan fortsätter när Whitney Houston iklädd en röd läderdräkt kliver in på scen. Hon välkomnar därefter Mary J. Blige in på scen och tillsammans sjunger de Aretha Franklins "Ain't No Way". Ett uppträdande som får publiken att jubla. Houston fortsätter med sin rekordbrytande "I Will Always Love You". Kvällen avslutas med att Chaka Khan och Houston sjunger "The Divas" samtidigt som alla artister som varit med under galan kliver upp på scenen igen.

## Presentatörer
- Sarah Michelle Gellar
- Gloria Reuben
- Elizabeth Hurley
- Ashley Judd
- Cheri Oteri
- Ana Gasteyer
- Molly Shannon
- Claudia Schiffer

## Framträdanden
- Tina Turner - "The Best"
- Tina Turner - "Let's Stay Together" – Ej medtagen på CD eller DVD
- Tina Turner & Elton John - "The Bitch Is Back"
- Tina Turner, Elton John, & Cher - "Proud Mary"
- Elton John - "I'm Still Standing"
- Elton John & LeAnn Rimes - "Written in the Stars" – Ej medtagen på CD eller DVD
- LeAnn Rimes - "How Do I Live"
- Elton John - "Like Father Like Son" – Ej medtagen på CD eller DVD
- Cher - "If I Could Turn Back Time"
- Cher - "Believe" – Ej medtagen på CD eller DVD
- Brandy - "Have You Ever?" / "Almost Doesn't Count"
- Brandy & Faith Hill - "(Everything I Do) I Do It for You"
- Faith Hill - "This Kiss"
- Whitney Houston - "It's Not Right, But It's Okay" – Ej medtagen på CD eller DVD
- Whitney Houston & Mary J. Blige - "Ain't No Way"
- Whitney Houston & Treach - "My Love Is Your Love" – Ej medtagen på CD eller DVD
- Whitney Houston - "I Will Always Love You"
- Whitney Houston & Chaka Khan - "I'm Every Woman"
- Whitney Houston, Chaka Khan, Faith Hill, Brandy, LeAnn Rimes & Mary J. Blige - "I'm Every Woman (reprise)"